# Juan José Tortel Maschet
Juan José Tortel Maschet (La Seine, Francia, 1763 - Valparaíso, Chile, 27 de noviembre de 1842) fue un marino francés que llegó a Chile en 1802 como piloto de la fragata mercante española "Unión" de la cual se desembarcó radicándose en el puerto de Valparaíso y dedicándose al comercio marítimo. 
En 1810, cuando ocurrieron en Chile los acontecimientos que finalmente resultaron en su independencia del Imperio español, Tortel se puso voluntariamente a las órdenes de la Junta de Gobierno identificándose plenamente con la revolución. Fue nombrado Gobernador Marítimo de Valparaíso, recibió sus despachos de oficial de la Marina chilena y se le asignaron diversas tareas y el mando de buques de la naciente república. Por enfermedad se retiró del servicio naval en 1821. Falleciendo en Valparaíso en 1842. 

## Biografía

### Traslado a Chile - primeros años
Juan José Tortel nació en 1763 en la localidad de La Seine, Francia, llegando a Valparaíso, Chile en 1802 como piloto de la fragata mercante española "Unión". Decidió radicarse en ese país y se dedicó a la actividad marítima. En 1804 fue contratado como capitán de la fragata "Jesús María" que realizaba el tráfico entre Valparaíso, El Callao y otros puertos intermedios y combatía las naves extranjeras que efectuaban contrabando. Ese mismo año contrajo matrimonio con la dama chilena doña Josefa Boza Astorga.

### Carrera Naval - Participación en la independencia de Chile
Tortel mantenía su ciudadanía francesa, pero en 1810, cuando se estableció la Junta de Gobierno se identificó con la causa de la revolución poniéndose al servicio del nuevo gobierno. 

### Primer Capitán de Puerto de Valparaíso
La Junta de Gobierno lo nombró Capitán de Puerto de Valparaíso, siendo la primera persona en desempeñar tal puesto.

### Nombramiento como oficial de la Marina de Chile
El 14 de abril de 1813, la Junta de Gobierno, "atendiendo al mérito, idoneidad  y  patriotismo en la causa de la libertad chilena", le otorgó los despachos de  Teniente de Navío de la Marina de Chile, con lo cual pasó a ser  el primer marino con nombramiento oficial. Ese mismo año armó dos goletas de su propiedad, la "Mercedes" y el "Poción", actuando como corsario contra las fuerzas españolas.

### Durante la Reconquista española
En 1814, después del desastre de Rancagua, emigró a Mendoza siendo nombrado instructor de artillería de los oficiales chilenos que conformarían el Ejército Libertador. Después de la batalla de Chacabuco, el gobierno chileno volvió a designarlo Capitán de Puerto de Valparaíso.

### Comandante de la primera fuerza naval chilena
En julio de 1817 se le entregó el mando de una flotilla compuesta por los bergantines "Aguila", "Araucano" y "Rambler" más la barca "María" destinada a romper el bloqueo de las naves españolas. Tortel era el comandante del "Rambler". Esta primera fuerza naval chilena cumplió plenamente su misión logrando mantener alejados de los puertos de Valparaíso y Talcahuano a los bloqueadores. Durante este tiempo continuó desempeñando el cargo de Gobernador Marítimo de Valparaíso.

### Comandante de Marina interino
El 15 de octubre de 1817 el gobierno decidió separar los asuntos ralitivos a la marina que estaban a cargo del Gobernador Político y Militar de Valparaíso, creando el cargo de Comandante de Marina, y nombrando a Tortel en este puesto en forma interina.
Con fecha 26 de junio de 1818 la Junta de Gobierno decidió transformar la Comandancia de Marina en Comandancia General de Marina, con sede en Valparaíso, y para cuyo cargo nombró al capitán de marina de primera clase Manuel Blanco Encalada. En septiembre de 1818, Blanco Encalada hizo entrega de la Comandan General de Marina a Tortel quien tenía el grado de capitán de corbeta.

### Comandante de los Arsenales de Marina
La Junta de gobierno le ordenó en diciembre de 1817 que creara un Arsenal de Marina cosa que hizo nombrndo un guardaalmacen para el puesto pero, ante las deficiencias y quejas de los comandantes de las naves, el 26 de enero de 1819 se designó el primer comandante de Arsenales, cargo que recayó en el mismo Tortel. 
El 3 de diciembre de 1817 la Junta de Gobierno dispuso que Tortel se trasladase al astillero de Nueva Bilbao, en Constitución y contratase la construcción de seis lanchas cañoneras. De esta orden solo dos lanchas fueron construidas e incorpordas a la Marina.

### Comandante de la fragataChacabuco
Al zarpe de la Expedición Libertadora del Perú el 20 de agosto de 1820, a Tortel se le dio el mando de la corbeta "Chacabuco" nave de 450 toneladas y 20 cañones con la que bloqueó los puertos de Chiloé y Valdivia, protegiéndole las espaldas al Almirante Cochrane mientras éste operaba en el Perú.

### Retiro - Últimos años
En 1821 con el grado de capitán de fragata graduado dejó el servicio naval por problemas de salud. En 1826 fue elegido diputado suplente del Congreso Nacional en representación de Valparaíso. En 1829 fue nombrado comandante de la Brigada de Artillería Cívica. Falleció en Valparaíso el 27 de noviembre de 1842 a los 76 años de edad.

## Legado

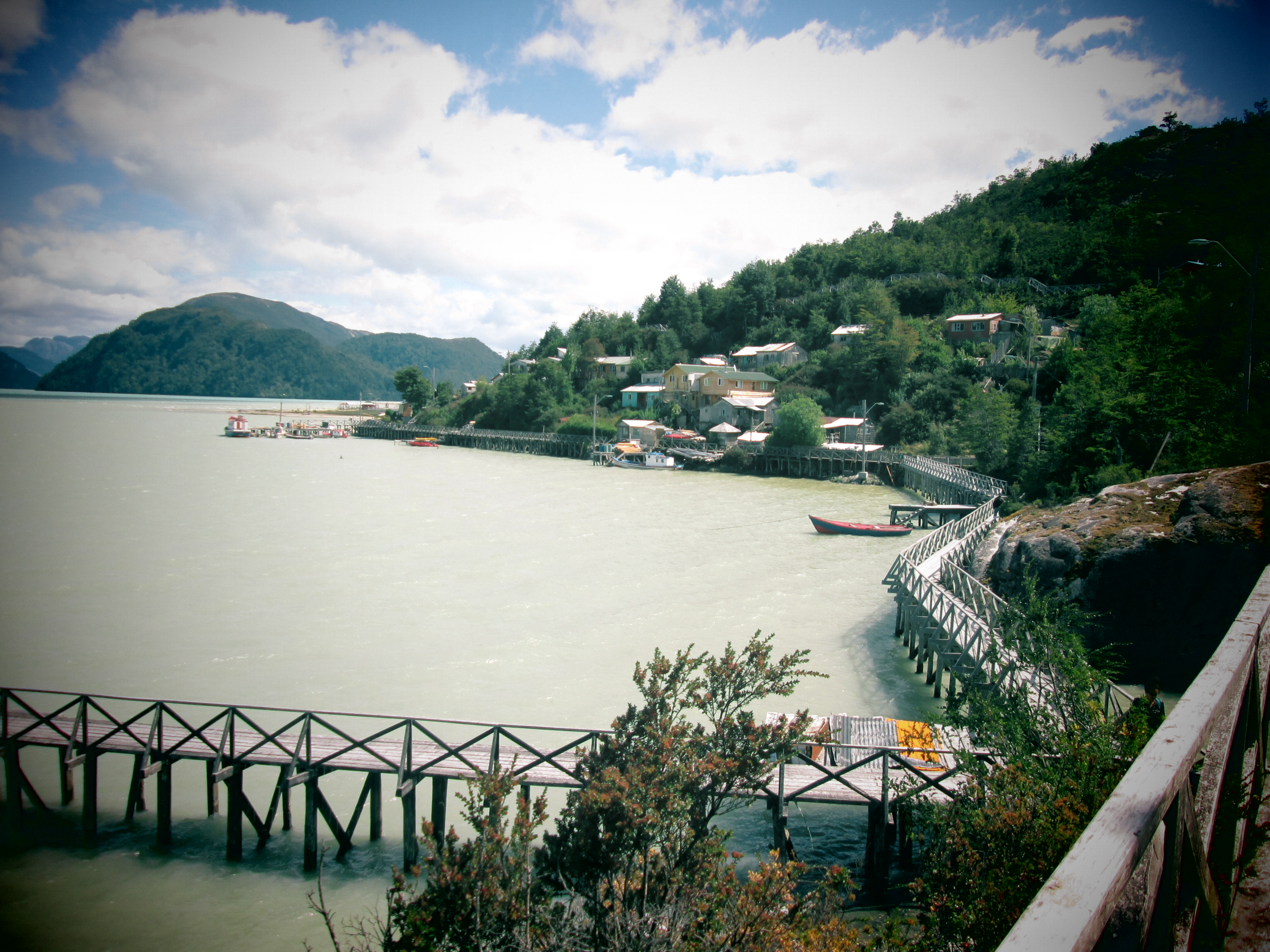
Caleta Tortel.

El gobierno de Chile consciente de la brillante labor desarrollada por Tortel en beneficio de su patria adoptiva le ha dado su nombre a una comuna y a una bella y pintoresca caleta de la Región de Aysén en la desembocadura del río Baker.